# بایو کین (لوئیزیانا)
بایو کین (به انگلیسی: Bayou Cane) شهری در ایالت لوئیزیانا کشور ایالات متحده آمریکا است که جمعیت آن در سرشماری سال ۲۰۱۰ میلادی، ۱۹٬۳۵۵ نفر بوده‌است.